# Produzione mineraria ed energetica
Il settore minerario ed energetico è fondamentale nello studio della geografia economica. Infatti i giacimenti di ferro e di altri minerali hanno storicamente rappresentato la posizione ideale delle agglomerazioni industriali, soprattutto prima della rivoluzione dei trasporti. La vicinanza a fonti naturali per la realizzazione di energia idroelettrica o termoelettrica è una costante per le zone maggiormente sviluppate del pianeta.

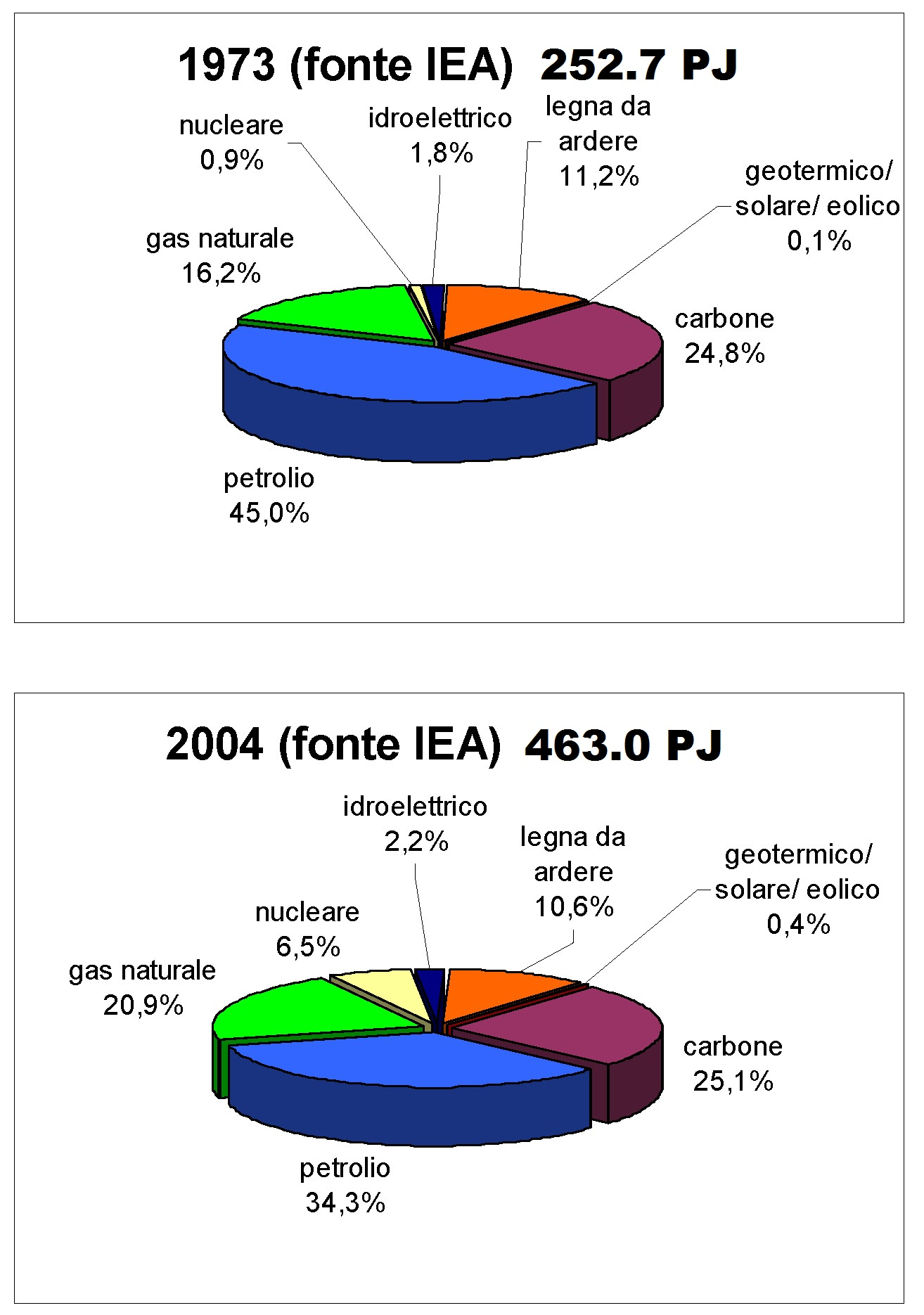
Consumi energetici mondiali, per fonte, nel 1973 e nel 2004. Fonte: International Energy Agency.

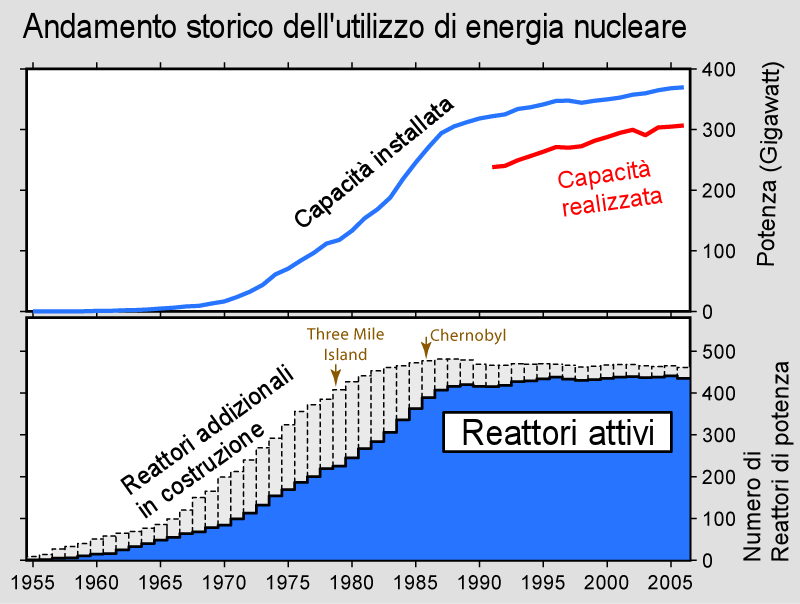
Andamento storico dell'utilizzo di energia nucleare (in alto) e del numero di centrali nucleari attive (in basso).

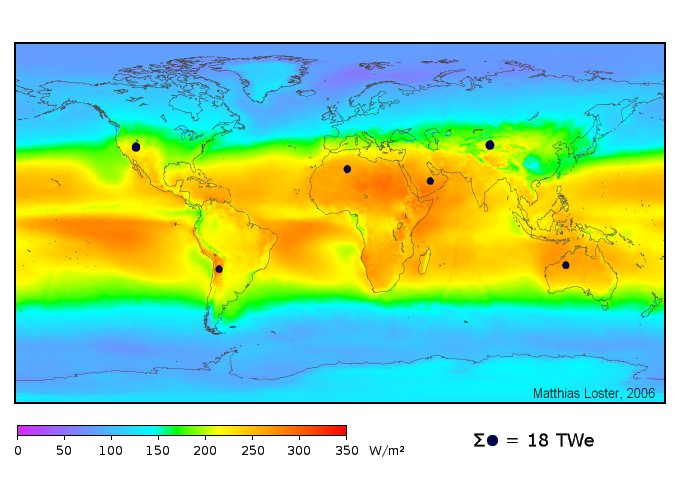
Risorse globali di energia solare. I colori sulla mappa indicano l'energia media che raggiunge la terra, in un periodo di tre anni dal 1991 al 1993 (24 ore al giorno, tenendo conto anche della copertura nuvolosa indicata dai satelliti meteorologici). La scala è in watt per metro quadrato. L'area necessaria per fornire l'energia equivalente alla richiesta primaria di energia attuale è indicata dai dischetti scuri.

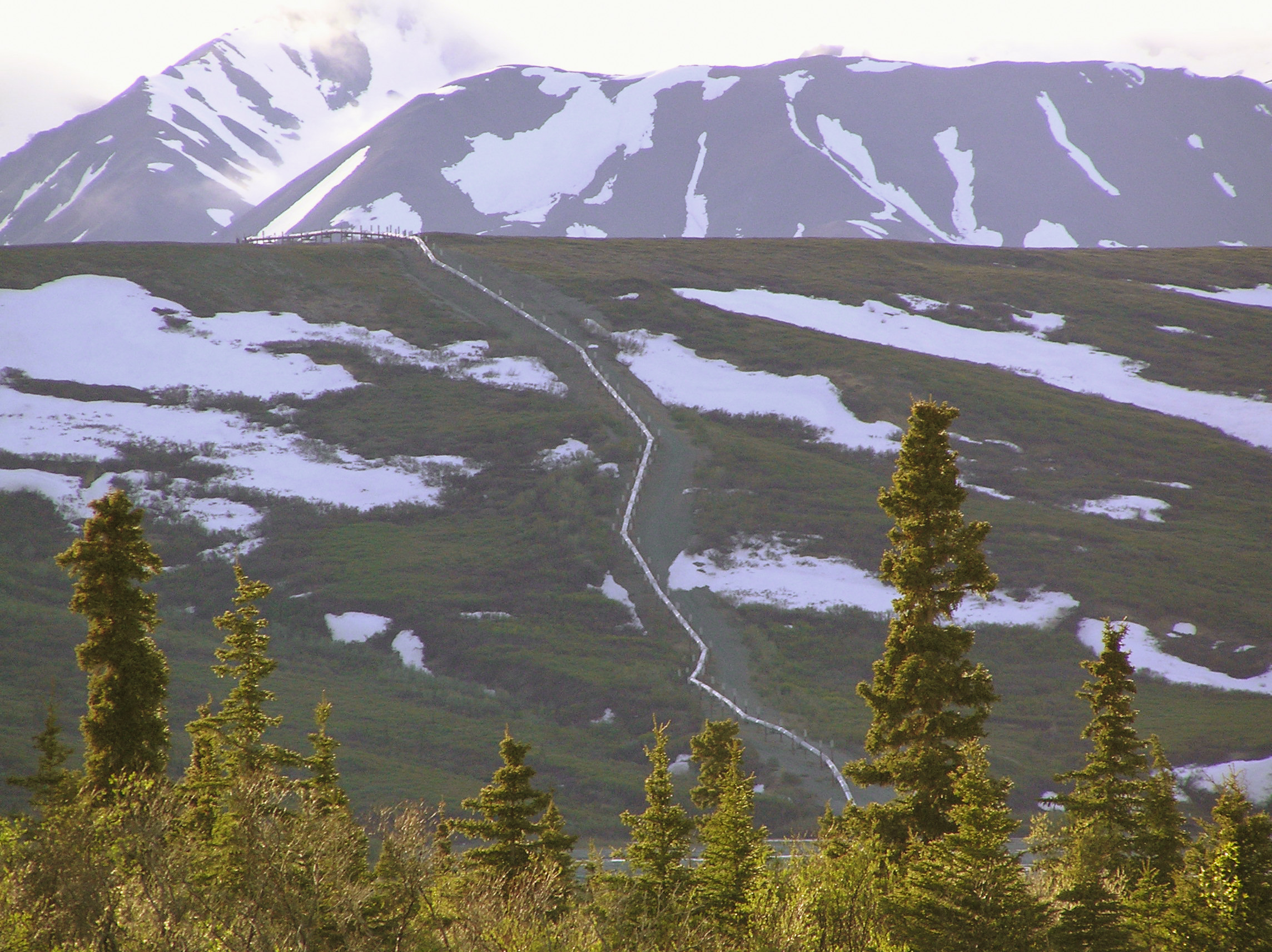
Oleodotto in Alaska

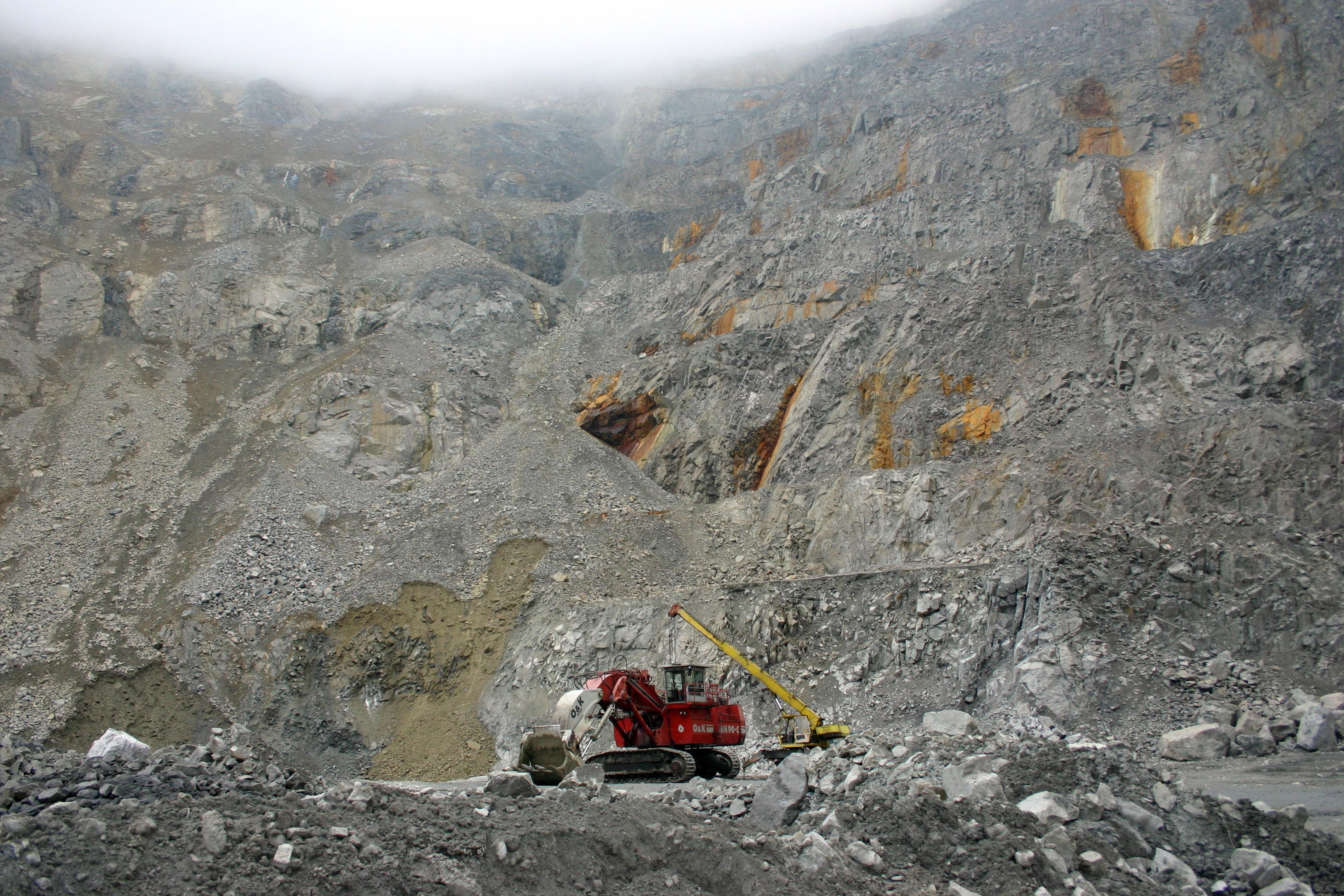
Miniera a cielo aperto di Rame e oro in Bulgaria

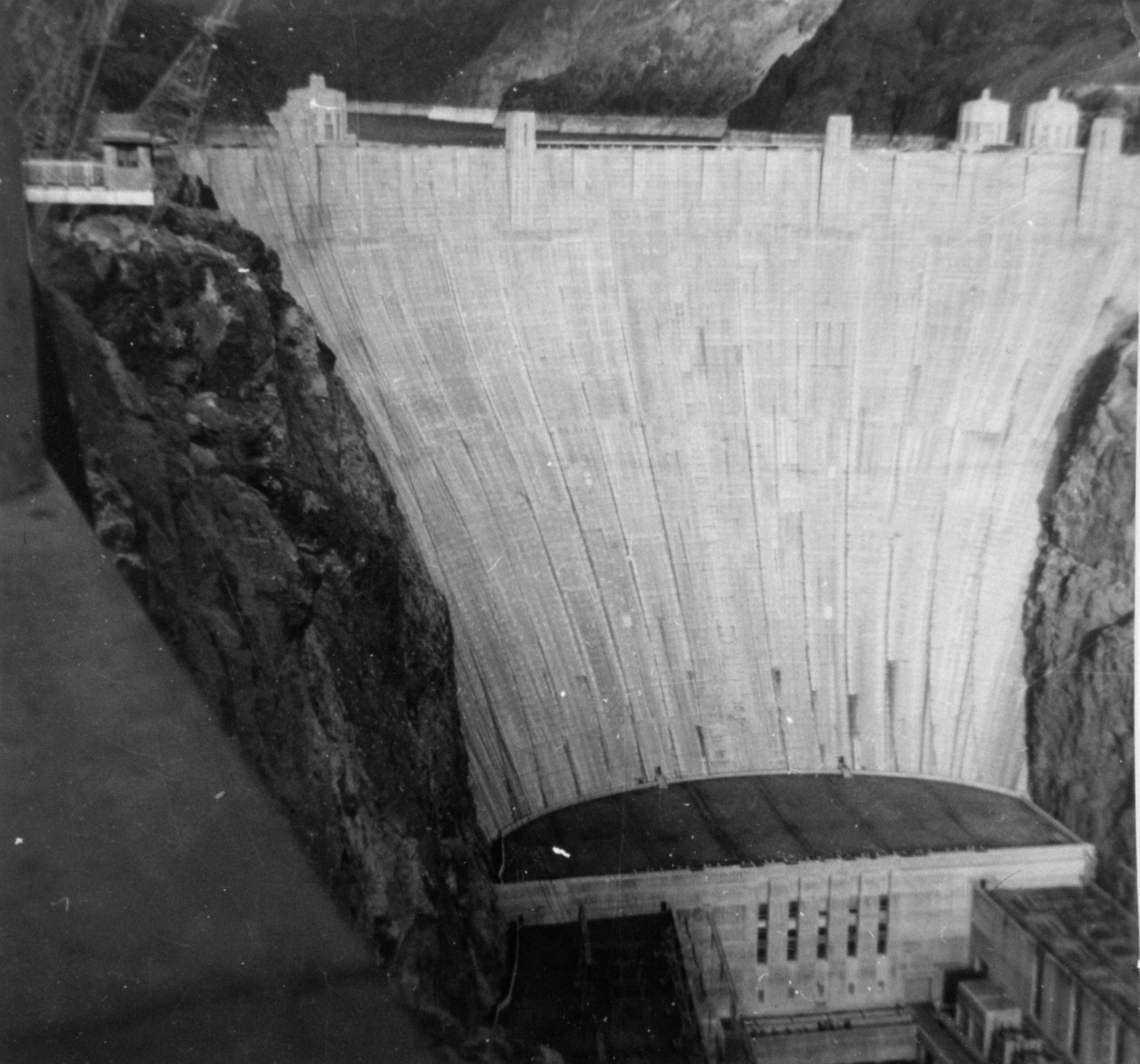
Diga ad arco utilizzata per produrre energia elettrica

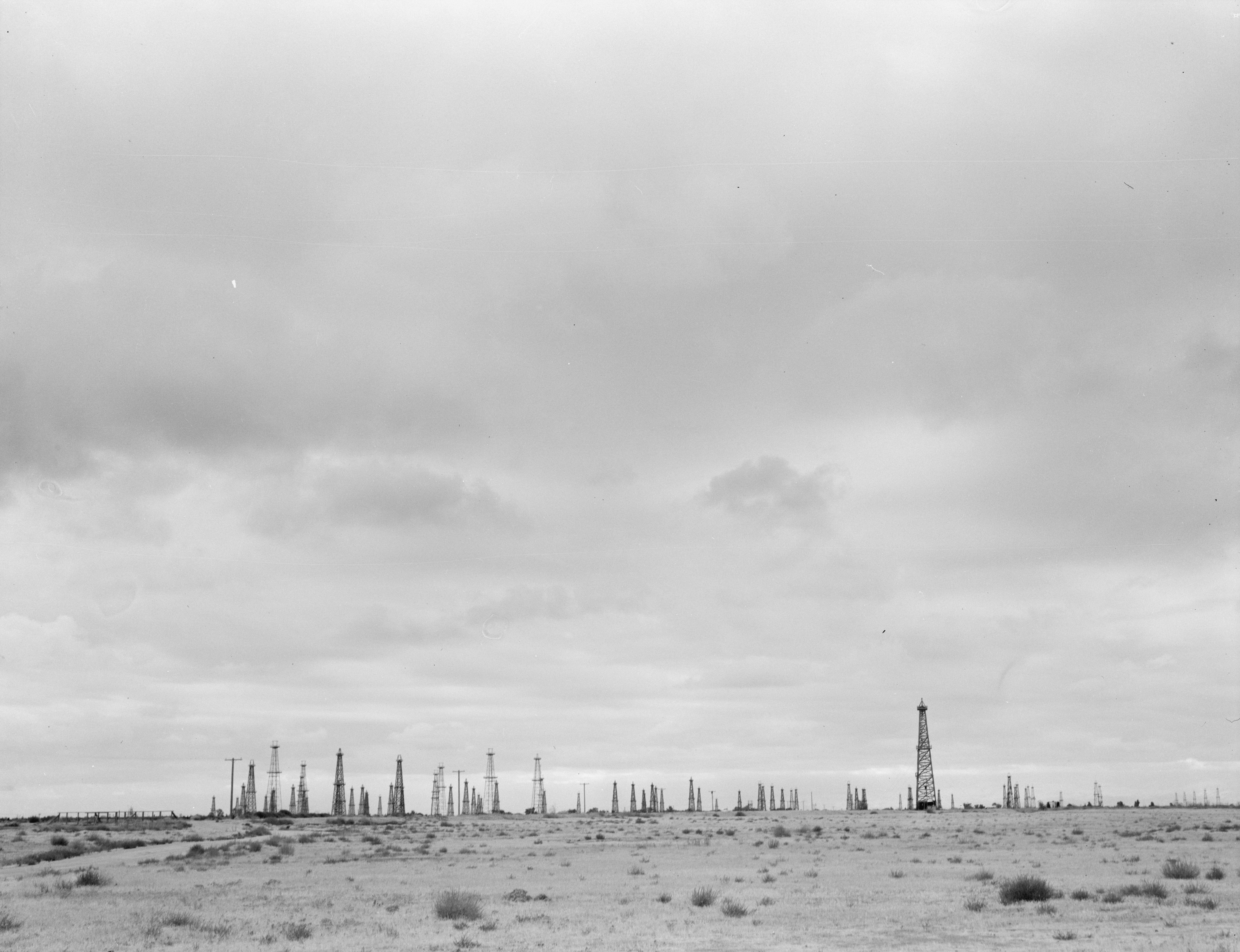
Campo di estrazione petrolifera in California, 1938

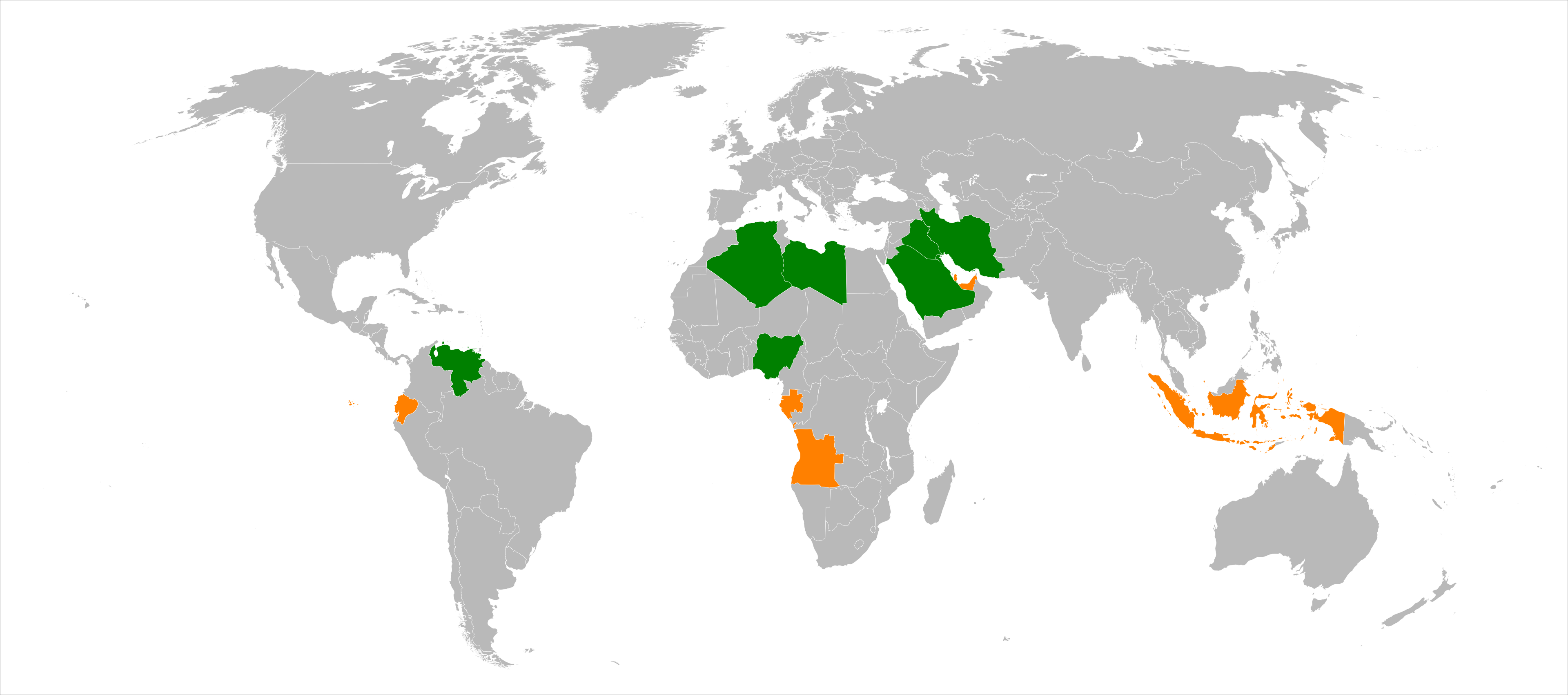
Stati membri dell'OPEC, in verde più chiaro sono indicate le nazioni che ne hanno fatto parte in passato

Le materie prime minerarie sono alla base di gran parte delle attività produttive e il loro possesso è da sempre considerato come un fattore strategico. Tuttavia il loro sfruttamento su larga scala iniziò soltanto con la rivoluzione industriale caratterizzata da un uso massiccio del ferro come materia prima e del carbone come fonte di energia. Anche l'origine del primo conflitto mondiale è parzialmente ascrivibile alla spartizione ineguale dei domini coloniali dell'epoca e delle loro risorse. La rivoluzione industriale fu strettamente legata alla innovativa capacità di utilizzo di tali risorse così come la seconda rivoluzione industriale fu caratterizzata dall'impiego di nuove risorse e fonti energetiche. Più recentemente si sono diffuse ulteriori risorse energetiche come il nucleare.

## I concetti utilizzati
Tra le materie prime minerarie si distinguono i minerali metallici (ferro, oro, ecc) e i minerali non metallici (zolfo, sale, ecc). Nel complesso, degli 88 elementi conosciuti, presenti in quantità sulla crosta terrestre, alcuni sono estremamente diffusi e altri relativamente scarsi. Dal punto di vista politico-economico occorre distinguere il concetto di "risorsa" da quella di "riserva". Il primo riguarda una quantità di risorse minerarie scoperte e il cui sfruttamento è tecnologicamente ed economicamente possibile. Il secondo concetto è ancora più restrittivo e indica quella parte di risorse che sono immediatamente disponibili. Le materie prime sfruttate a fini economici si presentano sotto forma di giacimenti che possono essere di superficie (a cielo aperto) o di profondità.

### Risorse minerarie
La crosta terrestre è di grande importanza economica per l'uomo che dalle rocce che la compongono ricava materiali da costruzione e ornamentali e i minerali, elementi chiave dei processi industriali. La materia terrestre, la cui quantità è fissa e determinata, cambia forma e struttura: per esempio, gli alberi diventano carbone, ma il tempo di questa trasformazione è lentissimo. Per questo motivo le risorse minerarie presenti sulla Terra sono risorse finite e perciò esauribili. La distribuzione delle risorse sulla Terra non è omogenea: si stima che nel primo mondo si trovi circa il 40% delle risorse minerarie mondiali. Perché inizi lo sfruttamento di un giacimento occorre che questo sia economicamente conveniente; i parametri per valutarne la convenienza sono l'ampiezza del giacimento, il tenore del minerale, la posizione del giacimento, che deve essere praticabile e non troppo distante dalle linee di comunicazione o dai mercati. Il valore di questi parametri non è fisso, ma varia in base alle esigenze di mercato e alle acquisizioni tecnologiche.

## Prospezione, esaurimento e risparmio
Sotto il profilo merceologico si distinguono le fonti usate come combustibile, dalle fonti di energia naturale. Una distinzione essenziale è inoltre quella tra fonti energetiche non rinnovabili da quelle rinnovabili. A partire dalla rivoluzione industriale, la maggior parte dell'energia proviene da fonti non rinnovabili come il petrolio a causa della facilità relativa nel trasporto di questa energia. Infatti altre fonti come l'energia idroelettrica, geotermica e solare dipendono dalle condizioni tipiche del luogo e sono più difficili da trasportare. L'energia nucleare ha invece i suoi limiti negli alti costi economici sia per il problema della sicurezza dell'impianto e delle scorie, sia per la limitatezza delle riserve di uranio. Il gas naturale necessita a sua volta di complesse infrastrutture di trasporto. Anche il carbone, infine, richiede investimenti ingenti per l'estrazione e il trasporto. Le fonti energetiche rinnovabili negli ultimi anni hanno sviluppato una notevole popolarità, ma ad oggi sono utilizzate solo per lo 0,5 % della produzione globale (IEA 2004).
Sviluppo industriale e sfruttamento delle risorse sono quindi fenomeni che vanno di pari passo. In particolare, trattandosi assai spesso di risorse non rinnovabili si è progressivamente imposto il concetto di esauribilità, inteso come quantità di tempo necessario a consumare una quota considerevole di un dato materiale. Tale impostazione incentiva l'attività di prospezione e le politiche di risparmio. Lo sviluppo tecnologico è stato sempre un elemento essenziale nel definire il rapporto tra uomo e ambiente naturale. Esso infatti determina da un lato la capacità di utilizzo di un determinato materiale, dall'altro la stessa capacità di sfruttamento (ad esempio nuovi macchinari capaci di scavare a profondità maggiori). La relativa diffusione delle fonti energetiche si è accompagnata, nell'ultimo secolo, all'aumento vertiginoso dei consumi e a un costante processo di sostituzione di una fonte con un'altra. Ad esempio il carbone che costituiva il 60% del consumo totale è stato in seguito sostituito dal petrolio, dal gas naturale e dall'energia nucleare. La rapida evoluzione dei consumi è stata resa possibile fino al 1973 dal prezzo relativamente basso degli idrocarburi.  Per questo motivo si è assistito ad uno sviluppo economico basato sul consumo energetico estensivo caratterizzato da: espansione industriale; diffusione dei beni di consumo; sistema di trasporti privati superiori a quelli pubblici; modello residenziale unifamiliare.
Le previsioni dei consumi prevedono che i paesi in via di sviluppo, con una crescita demografica spettacolare, aumenteranno nei prossimi decenni la loro quota di consumo in maniera vertiginosa.
regioni di produzione e di consumo minerario
La geografia degli spazi minerari ed energetici si basa su due ordini spaziali: i luoghi di estrazione delle fonti e le zone di distribuzione dell'energia prodotta. Le due aree sono connesse tra loro da due flussi di prodotto. L'economia statunitense con il 6% della popolazione mondiale, consuma attualmente circa un quarto dei minerali, una quota analoga a quella europea. La Russia è invece autosufficiente e anzi, fortemente esportatrice. La geografia mineraria, in seguito al rinvenimento di nuovi depositi e alla diffusione dei centri di estrazione, si è assai modificata negli ultimi decenni. È capitato infatti che molti paesi storicamente privi di riserve, siano invece diventati "paesi esportatori di risorse" (Australia e Canada soprattutto), grazie alle nuove tecniche di prospezione, così come in generale le quantità di riserve nel mondo, non sono scese mai, anzi spesso sono aumentate, per lo stesso motivo tecnico.
Attualmente, la complessa realtà della geografia mineraria può essere sintetizzata individuando quattro grandi situazioni regionali:
- Europa occidentale e Giappone, zone altamente consumatrici, ma scarsamente dotate di risorse;
- America settentrionale, area altamente consumatrice e al contempo esportatrice di alcuni minerali;
- Russia e Europa orientale, aree in cui vi è un consumo meno forte e una esportazione significativa;
- I paesi in via di sviluppo, suddivisi al loro interno tra paesi fortemente esportatori e paesi poveri di risorse.

## La geografia mineraria
In modo analogo alle materie prime minerarie, anche la geografia degli spazi energetici deve tener conto delle aree di estrazione e di quelle di consumo.
- L'energia idroelettrica caratterizza soprattutto paesi maggiormente ricchi di fonti idriche (Austria, Svezia, Québec, Ontario, Angara, ecc). Tale fonte pare che in futuro vivrà una valorizzazione crescente.

- Il carbone, benché sia meno efficiente del petrolio (per trasporto e utilizzo), è una fonte energetica fondamentale ancora oggi. La sua caratteristica di bassa capacità di trasporto rende inevitabile uno sfruttamento di tipo regionale per cui si distinguono alcune regioni tipiche: Aree carbonifere dell'Europa occidentale; USA (20% della produzione energetica); Russia (molto ricca soprattutto verso est); Estremo oriente, dove il Giappone importa il materiale in misura crescente; Altre regioni a elevata produzione e consumo carbonifero (Cina, India, Africa meridionale e Nuova Zelanda).

- Gli idrocarburi si sono notevolmente diffusi grazie al perfezionamento delle tecniche di prospezione e di perforazione. Petrolio e gas naturale sono spesso estratti congiuntamente, ma mentre il primo è facilmente immagazzinabile e trasportabile, il secondo pone notevoli difficoltà dato che necessita di grandi infrastrutture per il trasporto. Nella geografia del petrolio greggio è possibile individuare alcune grandi regioni: Medio oriente (30% del petrolio commercializzato nel mondo) che possiede due terzi delle riserve; Paesi costieri del mediterraneo (tra cui l'Italia) fungono spesso da tappe di raffinazione del greggio; Gli Stati Uniti vivono una costante riduzione del ruolo di produttori; La Russia è il secondo produttore mondiale; L'Europa occidentale gode di un'estrazione rilevante esclusivamente nel Mare del Nord; Il resto del pianeta fornisce complessivamente il 10% della produzione mondiale.

- L'energia nucleare per la sua produzione necessita di due fasi principali:la preparazione del combustibile e il suo utilizzo nelle centrali. Attualmente esistono 440 reattori operativi nel mondo di cui 103 sono localizzati negli Stati Uniti. L'utilizzo di tale fonte energetica pone molti problemi sia a livello economico (investimenti ingenti), sia a livello ambientale.

La presenza di infrastrutture di trasporto, la vicinanza di centri urbani e altre caratteristiche del genere possono rendere più o meno conveniente la scelta di sfruttare un giacimento. È una costante, insomma, che il valore reale di una determinata riserva dipenda necessariamente dalla misura in cui essa è economicamente sfruttabile. L'abbattimento dei costi di trasporto ha determinato la tendenza dei paesi ricchi a rifornirsi di materiali estratti nei giacimenti di oltremare. Si segnala quindi un cambiamento delle condizioni necessarie per lo sviluppo di una regione, per cui oggi non è più così determinante la vicinanza al giacimento. Per questo infatti i principali centri industriali si formarono nelle vicinanze di aree minerarie, mentre oggi non è più necessariamente così.  L'attività estrattiva infine, produce pesanti trasformazioni negative al paesaggio e all'ambiente.

## Prezzi, mercati, manovre speculative
L'organizzazione dei mercati e i prezzi relativi scontano una certa rigidità dell'offerta. Dall'altro lato, la scarsità di un materiale più indurre una lievitazione del suo prezzo di mercato, che induce allo sfruttamento dei depositi o alla sostituzione dei materiali. Fino a prima della seconda guerra mondiale, i prezzi dei minerali erano relativamente alti, e solo dopo il conflitto si è inaugurato un lungo periodo in cui i prezzi rimasero costantemente bassi fino al 1973. I prezzi delle materie prime sono comunque soggetti ad oscillazioni di breve periodo determinati da operazioni sui mercati e da manovre speculative da parte degli stati e delle imprese. Attualmente la struttura del commercio sui mercati mondiali è significativamente differente per i diversi minerali (per alcuni vi è maggiore concorrenza, per altri un oligopolio ecc). 
Fino agli anni settanta poche grandi imprese (a prevalente capitale anglosassone) dominavano la prospezione, l'estrazione e la commercializzazione (vedi le sette sorelle). Tra gli anni sessanta e settanta la situazione mutò, e andò consolidandosi il principio della sovranità degli stati sulle proprie riserve (nacque in questo periodo l'OPEC). L'industria petrolchimica si trasformò così in capitale misto. L'OPEC, a partire dal 1973 riuscì ad imporre una politica di prezzi alti. Per tutti gli anni settanta e ottanta i paesi importatori di petrolio furono costretti a ridurre i consumi e a sfruttare altre fonti. Tuttavia a partire dal 1982 la coesione dei membri dell'OPEC ha teso ad allentarsi e i prezzi del greggio hanno cominciato a scendere. Per i paesi importatori è diminuito così il grado di dipendenza, a tutto vantaggio delle grandi imprese del settore che nel frattempo hanno diversificato le proprie fonti di approvvigionamento.